# RFX3
RFX3‏ (Regulatory factor X3) هوَ بروتين يُشَفر بواسطة جين RFX3 في الإنسان.